# KWord
O KWord é um programa de processamento de texto que faz parte da suite de escritório KOffice integrada no ambiente gráfico KDE. Este programa pode trabalhar tanto como um processador de texto tradicional ou como uma aplicação simples de publicações WYSIWYG. Isto é possível porque o KWord é um processador de texto orientado a molduras e não orientado a páginas como é habitual acontecer com a maioria dos outros processadores de texto.

## Funcionamento
Os processadores de texto orientados a molduras funcionam ao criar uma ou mais molduras por página. Cada moldura funciona como uma fronteira (como uma moldura que rodeia uma fotografia), que limita o texto aos contornos da moldura. Pode-se mover e redimensionar esses contornos para definir exactamente onde e como é que o texto será colocado na página. À medida que se vai redimensionando as molduras, o texto é ajustado de novo para caber dentro dessas molduras.
Para além de texto, pode-se incluir virtualmente tudo dentro de uma moldura. Uma moldura poderá conter uma folha de cálculo, imagens, um formulário de base de dados ou praticamente qualquer conjunto de dados. Dado que cada página pode conter um número indeterminado de molduras, os documentos poderão parecer bastante sofisticados, ainda que continuem fáceis de editar.

## Principais características
- Suporta e usa o formato ODF  (OpenDocument File), que é um conjunto de formatos de ficheiros para aplicações de escritório desenvolvido pela OASIS, consórcio internacional criado com o intuito de desenvolver e promover padrões para formatos digitais. Dessa forma, a distribuição de documentos é mais fácil e independente do sistema operacional.
- Possuí suporte incorporado das KParts. As KParts permitem inserir qualquer folha de cálculo, imagem, gráfico, documento ou outro tipo de dados a partir de qualquer outra aplicação do KOffice. Essa Kpart pode ser editada com as ferramentas desenhadas para essa tarefa, sem ter de iniciar a aplicação a que ela pertence.
- Suporta menus e barras de ferramentas personalizáveis
- Pode carregar e gravar os documentos de outros processadores de texto com uma lista extensa de filtros.
- Tem suporte para as hiperligações na Internet e para endereços de e-mail.
- Capacidade para criar ficheiros PDF a partir um documento que esteja a ser editado ou criado dentro do próprio KWord, sem necessidade de recorrer a programas externos.
- Possuí várias funcionalidades de acessibilidade, incluindo a capacidade de falar todo ou parte do documento com o KTTS e editar os documentos apenas com o teclado.
- Num documento podem ser adicionados comentários a partes do texto por diversos editores. Estes comentários ficam armazenados no ficheiro do KWord e podem ser alterados ou removidos facilmente.
- Suporte para a marcação de favoritos, facilitando a navegação pelos documentos grandes.
- Possibilita a criação automática de um índice analítico ou sumário e a sua actualização.
- Permite utilizar modelos predefinidos para gerar formatações de documentos com apenas um "click" de rato. O utilizador pode criar os seus próprios modelos, transferi-los da Web ou usar o documento actual para criar um novo modelo.
- Possui funções de procura que possibilitam a procura de determinada palavra ou frase em todo documento. É possível refinar a procura, indicando as opções de tipo e tamanho de letra, formato, entre outras coisas. Adicionando caracteres especiais à procura, as funcionalidades de procura e substituição poderão ficar bastante poderosas.
- Possibilita, de forma opcional, fazer a auto-correcção, revisão ortográfica do texto seleccionado para a grande maioria das línguas, bem como completar automaticamente as palavras comuns.
- Permite reunir dados de uma base de dados externa para criar listas de correio, formulários, facturas, etc.

## História
O KWord foi criado em 1998, como parte integrante do projecto KOffice. Nele foram aplicadas diferentes ideias baseadas no programa Adobe FrameMaker, como eram o uso de molduras. O autor inicial confessou que a aplicação e o código não tinham muita qualidade já que era a sua primeira aplicação orientada a objectos.
Em 2000, KWord debatia-se com falta de pessoas para resolver os problemas conhecidos e testar o programa. Durante todo este período não houve o lançamento de qualquer versão oficial. No mesmo ano, um novo responsável de desenvolvimento começa a trabalhar na aplicação dedicando-se a corrigir os problemas de estrutura da mesma. A partir de 2001, o programa começa a ter actualizações regulares.